# Каин и Авељ
У библијској Књизи Постања, Каин и Авељ су прва два сина Адама и Еве. Према Књизи постања (4,2) Авељ је био други син Адама и Еве и био је пастир, док је његов брат Каин обрађивао земљу. Каин је убио Авеља, љубоморан што је Авељева жртва првина из стада била прихваћена од Јахвеа, док је његова била одбачена (Пост. 4, 3).
У Новом завету помиње се на почетку линије пророка који су били убијени („крв праведна што је проливена на земљи од крви Авеља“, Мт 23, 35). У Посланици Јеврејима, прихватање његове жртве приписује се његовој вери (Јев. 11, 4), а крв Авељева упоређује са Господњом „која боље говори него Авељева (12, 24. уп. и 1 Јн 3, 12). Свети Оци, који се често коментарисали ову приповест, сматрали су га за тип Христа, а главно место поређења је био његов невини живот као пастира, његова прихваћена жртва и његова насилна смрт.
Као први мученик он понекад помаже хришћанима који су изложени гоњењу, припадајући граду који је на небесима (Св. *Августин, De Civ. Dei, 15, 1). У Светој литургији његово име се спомиње са Авраамом и Мелхиседеком.
У Курану, Каин и Авељ су познати као Кабил (قابيل) и Хабил (هابيل). Догађаји у причи у Курану су практично исти као и наратив у Библији. Оба брата су принела појединачне жртве Богу; Бог је прихватио Авељеву жртву и одбацио Каинову; из љубоморе, Каин је убио Авеља – први случај убиства почињен на Земљи.